# Турецко-русская практическая транскрипция
Для передачи турецких имён собственных и непереводимых реалий в русском языке используются унифицированные правила практической транскрипции.

## Таблица
| Буква | МФА              | Русская практическая транскрипция                                                                                           |
| ----- | ---------------- | --- |
| A a   | [a]              | а |
| â     | [aː ]; [ʲa]      | а (см. Примечание 1) |
| â     | [aː ]; [ʲa]      | я |
| B b   | [b]              | б |
| C c   | [d͡ʒ]             | дж |
| Ç ç   | [t͡ʃ]             | ч |
| D d   | [d]              | д |
| E e   | [e]              | э (в начале слова и после гласных)                                                                                          |
| E e   | [e]              | е (после согласных) |
| F f   | [f]              | ф |
| G g   | [g], [gʲ]        | г |
| Ğ ğ   | [ɰ], [ʔ], [j], - | г |
| Ğ ğ   | [ɰ], [ʔ], [j], - | й (иногда) |
| Ğ ğ   | [ɰ], [ʔ], [j], - | не передаётся (см. Примечание 2)                                                                                            |
| H h   | [h]              | х |
| I ı   | [ɯ]              | ы |
| I ı   | [ɯ]              | после c, ç, j, ş, y → и: Çıldır → Чилдыр                                                                                    |
| İ i   | [i]              | и |
| î     | [iː ]            | и (см. Примечание 1) |
| J j   | [ʒ]              | ж |
| K k   | [k], [kʲ]        | к |
| L l   | [ɫ]              | л (в начале слога; кроме перед â и û): Балыкесир, (в конце слога после непередних гласных: a, o, u, ı): Кызылырмак, Стамбул |
| L l   | [lʲ]             | л (в начале слога): Килис                                                                                                   |
| L l   | [lʲ]             | ль (в конце слога после передних гласных: e, i, ö, ü): Ешильырмак, Эльбистан, Бингёль                                       |
| M m   | [m]              | м |
| N n   | [n]              | н |
| O o   | [o]              | о |
| Ö ö   | [ø]              | о (в начале слова и после гласных)                                                                                          |
| Ö ö   | [ø]              | ё (после согласных) |
| P p   | [p]              | п |
| R r   | [r]              | р |
| S s   | [s]              | с |
| Ş ş   | [ʃ]              | ш |
| T t   | [t]              | т |
| U u   | [u]              | у |
| û     | [uː ]; [ʲu]      | у (см. Примечание 1) |
| û     | [uː ]; [ʲu]      | ю |
| Ü ü   | [y]              | у (в начале слова и после гласных)                                                                                          |
| Ü ü   | [y]              | ю (после согласных) |
| V v   | [v]              | в |
| Y y   | [j]              | й |
| Y y   | [j]              | я, ё, ю и др. (при буквосочетании «y + гласный» см. Примечание 3)                                                           |
| Z z   | [z]              | з |

Примечания:
- 1. Гласные a, i, u могут писаться с надстрочным знаком «циркумфлекс»: â, î, û; буквы с таким знаком самостоятельными буквами алфавита не считаются, а сам знак может опускаться. Эти буквы используются в следующих случаях:
  - для передачи долготы гласного в словах арабского и персидского происхождения (â, î и û); ;
  - для передачи палатализованного («смягчённого») произношения предшествующего такой гласной согласного звука (g, k, l) в заимствованных словах и именах собственных (только â и û): Хаккяри; иногда слова могут отличаться только этими буквами: kar /kar/ значит «снег», kâr /kʲaː r/ — «прибыль». В этом случае обычно передаётся на русский буквами я и ю: Элязыг.
- 2. Буква Ğ («yumuşak ge») в современном литературном турецком языке произносится «ослабленно» либо вообще не обозначает самостоятельного звука. Тем не менее в географических названиях и при передаче турецких имён её во всех позициях принято передавать через «г»: Niğde → Нигде (Нигдэ), Divriği → Дивриги, Bozdoğan → Боздоган, Elazığ → Элязыг, Muğla → Мугла, Iğdır → Ыгдыр (Игдыр). Для транскрипции в других случаях рекомендуется придерживаться этой же традиции.

Примечание: При необходимости точно передать произношение оригинала действуют более сложные правила:
- - После гласных переднего ряда (i, e, ö, ü):
    - перед согласным произносится двояко: либо как [j], либо удлиняя предшествующий гласный: Çiğdem [ʧ͡iː'dem]/[ʧ͡ij’dem]; на русский может передаваться через «й»: Чийде́м / Чигде́м.
    - между двумя гласными произносится также двояко: либо как велярный аппроксимант /ɰ/ (примерно средний между [ј] и [ɣ], и часто описывается как первый или второй, либо как полугласный [ɪ]), либо как гортанная смычка, и тогда сочетание двух гласных с ğ между ними воспринимается как двухвершинный гласный — değer [de'ɰer]/[de’er]; на русский соответственно передаётся как «г» или «й» или совсем не передаётся: деге́р / дее́р / деэ́р.

  - После гласных заднего ряда (a, ı, o, u):
    - перед согласным и на конце слова обозначает удлинение предыдущего гласного: Çağdaş [ʧ͡aː'daʃ]; на русский передаётся как «г»: Чагдаш.
    - между двумя гласными произносится как гортанная смычка (всё сочетание воспринимается как двухвершинный гласный, либо как обычный долгий гласный): Çağan [ʧ͡a'ʔan]/[ʧ͡aːn]; на русский соответственно передаётся как «г» или совсем не передаётся: Чаган / Чаа́н.
    - В начале слов и после согласных не встречается.
- 3. Сочетания y с последующей гласной передаются следующим образом:

| Сочетание | В начале слова и после гласной | После согласной внутри морфемы | После согласной на стыке корней | Примеры                                                                               |
| --------- | ------------------------------ | ------------------------------ | ------------------------------- | ------------------------------------------------------------------------------------- |
| ya        | я                              | ья                             | ъя                              | Yayla → Яйла, Konya → Конья, Başyayla (baş + yayla) → Башъяйла                        |
| ye        | е                              | ье                             | ъе                              | Yeşilırmak → Ешильырмак, Ünye → Унье, Tanyelek (tan + yelek) → Танъелек               |
| yi        | йи                             | (ьи)                           | йи                              | Yiğit → Йигит, Akyiğit (ak + yiğit) → Акйигит                                         |
| yı        | йы                             | йы                             | йы                              | Yıldırım → Йылдырым, Akyıldız → Акйылдыз, Karadayı → Карадайы                         |
| yo        | йо                             | ьо                             | йо                              | Yozgat → Йозгат, Bayortaç → Байортач, Balyoz → Бальоз, Dörtyol (dört + yol) → Дёртйол |
| yö        | йё/йо                          | (ьё)                           | йо                              | Yörük → Йёрюк/Йорюк, Bayözel (bay + özel) → Байозель                                  |
| yu, yü    | ю                              | ью                             | ъю                              | Yunus → Юнус, Başyurt (baş + yurt) → Башъюрт, İpekyürek (ipek + yürek) → Ипекъюрек    |

- сочетания yya и yyu / yyü передаются как йя и йю: Eyyub → Эйюб